# Ulmus serotina
Ulmus serotina là một loài thực vật có hoa trong họ Ulmaceae. Loài này được Sarg. miêu tả khoa học đầu tiên năm 1899.

## Hình ảnh

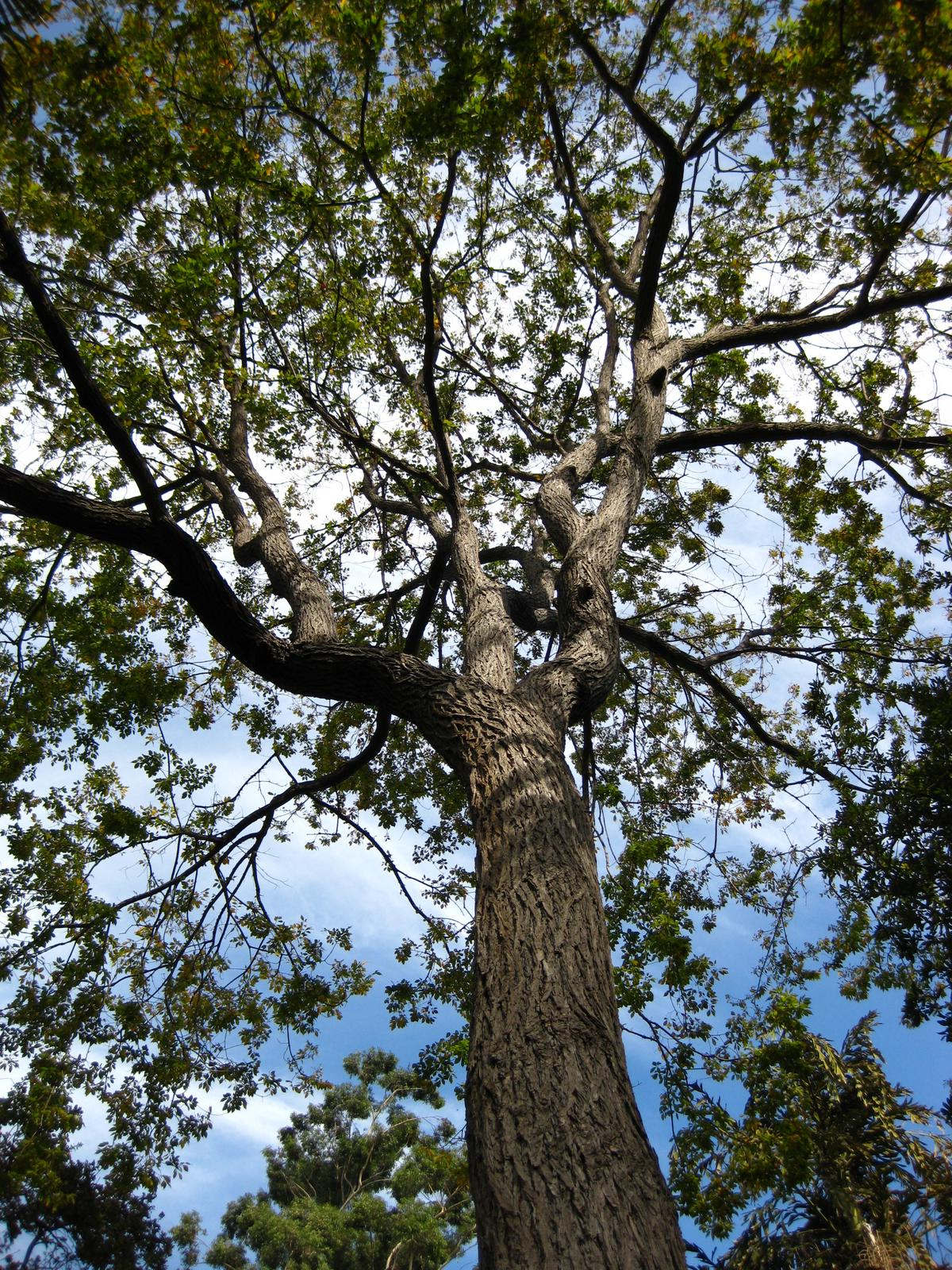
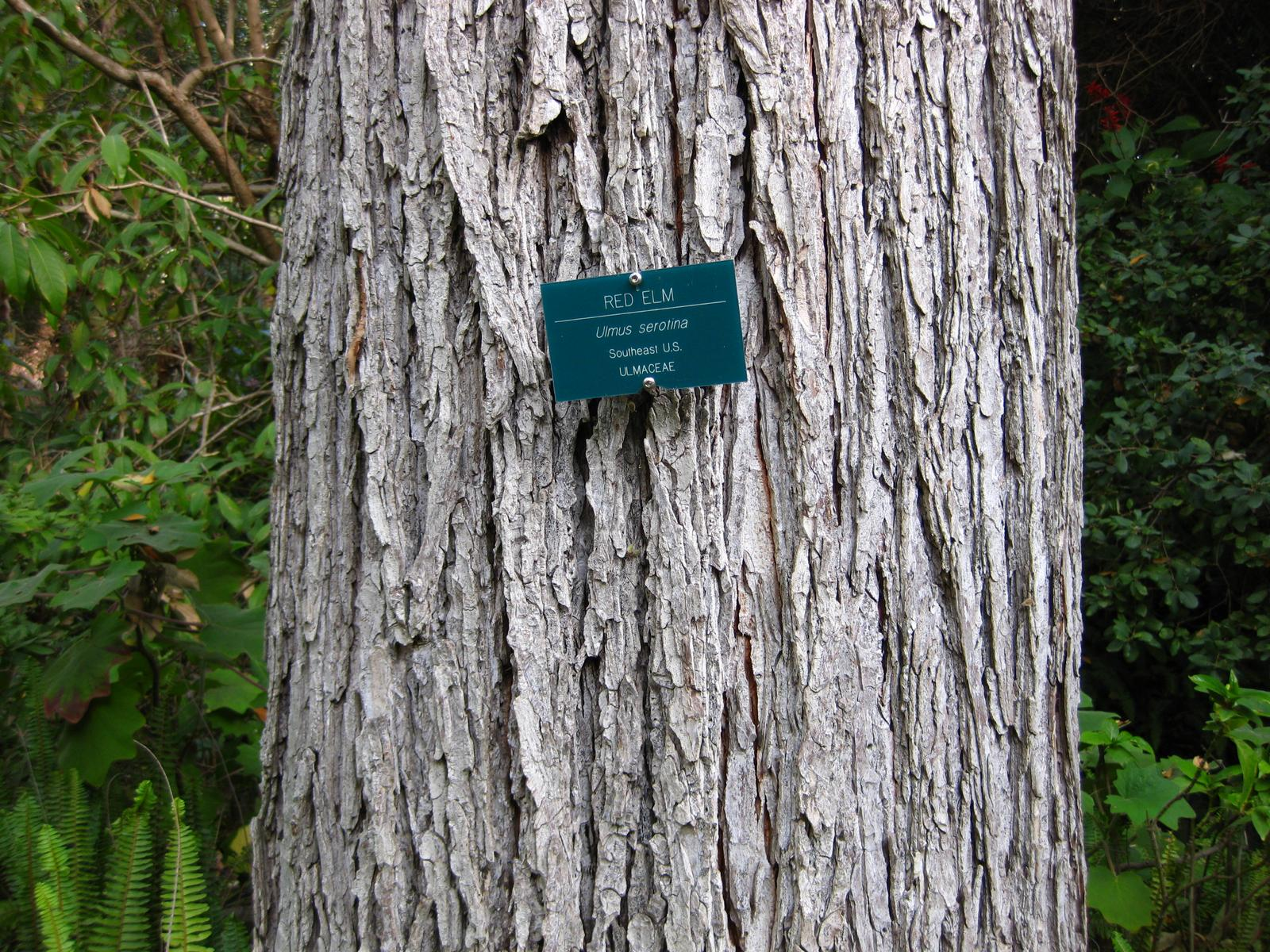
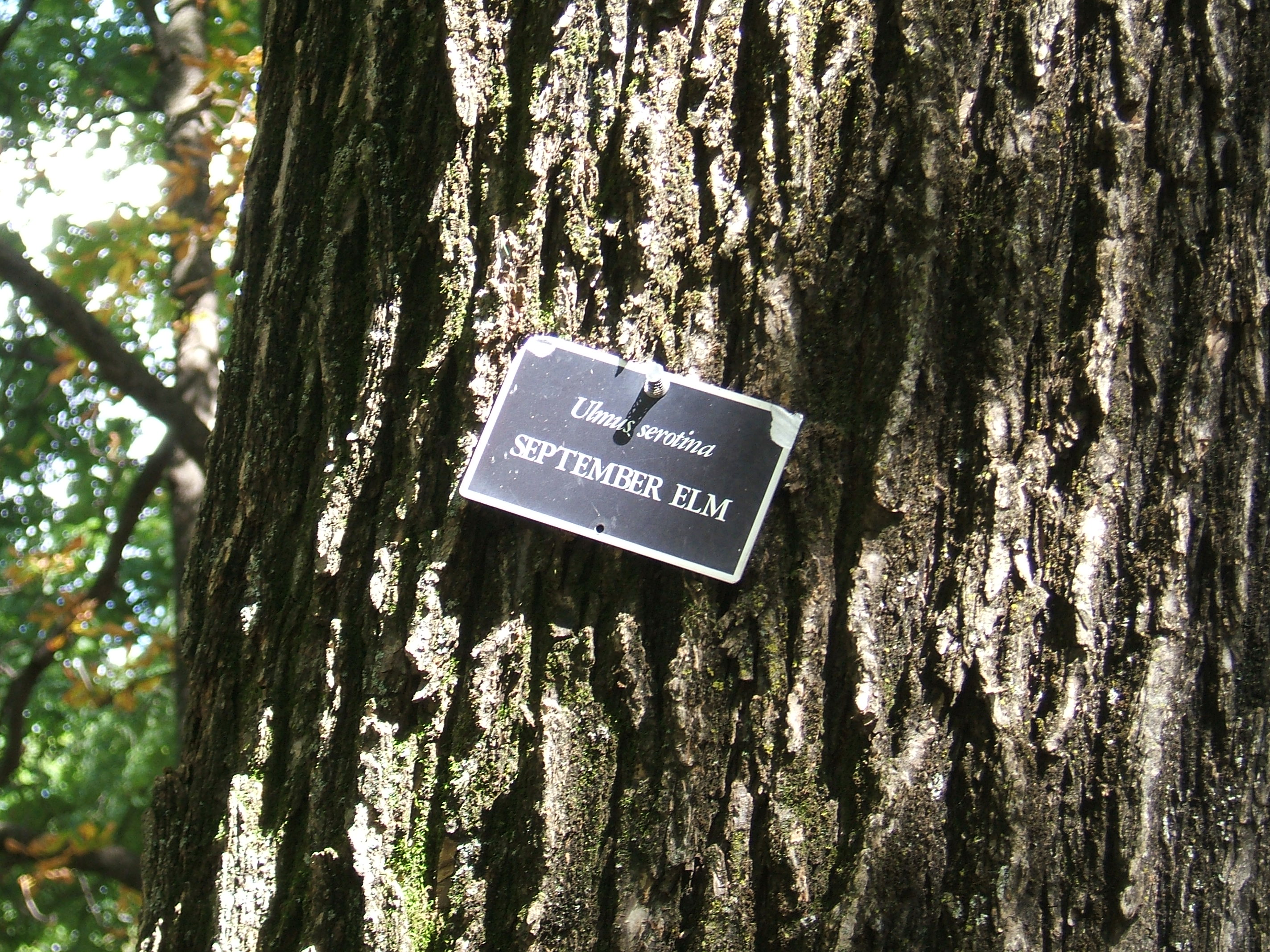